# "YS" English Versions
"YS" English Versions è un mini-album de il Balletto di Bronzo pubblicato nell'anno 1992.
L'album contiene le versioni in inglese di due brani del classico del rock progressivo italiano Ys, incise in previsione di una pubblicazione che non avvenne.

## Tracce
1. Introduzione (versione inglese)
2. Primo incontro (versione inglese)